# أمين سليمان الحداد
أمين سليمان الحداد (1870 - 1912) صحفي وشاعر لبناني عثماني. ولد في بيروت ونشأ في عائلة محبة للأدب، وجدّه لوالدته هو ناصيف اليازجي. تلقى علومه في مدارس بيروت، ثم دخل الكليّة الأميركية سنة واحد، تركها ليرافق أسرته إلى مصر، وهناك انكبّ على المطالعة فثقّف نفسه. عمل في جريدة «الأهرام» ثم أنشأ مع شقيقه نجيب جريدة «لسان العرب» سنة 1894. ساهم في تحرير جريدة «البصير»، و«الاتحاد المصري»، و«السلام»، وحرّر في مجلة «أنيس الجليس» لألكسندرا أڤيرينو. مرض في مصر فعاد إلى بيروت للعلاج، فمات فيها. له ديوان شعر وترجمات.

## سيرته
ولد أمين بن سليمان بن نجيم الحداد سنة 1870 م/ 1285 هـ في بيروت لعائلة محبة للأدب، وجدّه لوالدته هو ناصيف اليازجي وشقيقه هو نجيب. تلقى تعليمه في مدارس بيروت، ودرس في الكلية الأمريكية سنة واحدة، تركها ليرافق أسرته المهاجرة إلى مصر، فأكمل تعليمه بمدارس الإسكندرية.
اشتغل بالصحافة منذ شبابه، فعمل في مصر بمطبعة جريدة الأهرام بالإسكندرية، ثم تعلم التحرير الصحفي، فاشتغل في الأهرام ثلاثة عشر عاماً محررًا، ثم أنشأ مع أخيه نجيب جريدة «لسان العرب»، كما أسهم في تحرير صحف كثيرة، مثل: البصير، والاتحاد المصري، والسلام، وأنيس الجليس، والضياء.

مرض في مصر فعاد إلى بيروت للعلاج، فمات فيها سنة 1913م/ 1332 هـ.

## شعره
ذكر في معجم البابطين عنه «شعره من المنظوم المقفى، الذي يحرص على وحدة المعنى في البيت، مع قربه وسهولة المأخذ ووضوح الصورة. على أن صفاء لغته وطلاوة تعبيره وروحه الإنسانية تعطي هذا التقليد قدرًا من طموح التجديد، وبخاصة حين يتأمل، مثل قصيدته عن الشمس، أو يداعب ويطارح صديقه الشاعر أحمد محرم خاصة.» 

## مؤلفاته
- هاملت، ترجمها عن الإنجليزية، 1907
- ديوان شعر
- منتخباب أمين الحداد، جمعها حنا سركيس